# 총각
총각(總角)은 결혼하지 않은 성년 남자를 뜻한다. 결혼하지 않은 성년 여자는 처녀라고 한다.

## 노총각
상대적으로 결혼 적기가 지난 나이대에도 불구하고 결혼하지 않은 남자를 노총각이라 한다. 과거에는 결혼 연령이 낮아 30대부터 노총각이라고 불렀으나, 현재는 40대 이상을 의미한다.

## 같이 보기
- 처녀
- 독신